# General Motor Car Company
General Motor Car Company war ein französischer Hersteller von Automobilen.

## Unternehmensgeschichte
Das Unternehmen aus Paris gehörte zu General Motor Car aus London. 1903 begann die Produktion von Automobilen. Der Markenname lautete GMCC. Im gleichen Jahr endete die Produktion bereits wieder.

## Fahrzeuge
Ein Modell war eine zweisitzige Voiturette. Für den Antrieb sorgte ein Motor mit 6 PS Leistung. Der Neupreis betrug 120 Guineas.
Das andere Modell war wesentlich größer. Ein Motor mit 40 oder 50 PS Leistung trieb das Fahrzeug an. Das Getriebe verfügte über fünf Gänge. Das Leergewicht war mit 990 kg angegeben. Der Neupreis betrug 1500 Guineas.